# Kuan Chan-čching
Kuan Chan-čching (čínsky pchin-jinem Guān Hànqīng, znaky zjednodušené 关汉卿, tradiční 關漢卿 (1210? – 1298?) byl čínský dramatik z období dynastie Jüan, nejvýznamnější představitel klasické čínské dramatické tvory ca-ťü, která se vyznačovala funkčním střídáním mluvené prózy, zpívaných veršovaných partií a recitovaných veršů.

## Život
Kuan Chan-čching se narodil ve městě Ta-tu (dnešní Peking), získal zde lékařský diplom, ale odmítl spolupracovat s vládnoucími Mongoly, ačkoliv mu to zajišťovalo bohatství a slávu. V Ta-tu žil do roku 1279 a poté se přestěhoval do Chang-čou. Vynikl jako profesionální divadelní autor i jako herec.
Je mu přičítáno šedesát tři divadelních her žánru ca-ťü, z nichž se dochovalo sedmnáct. Vyznačují se sevřeným syžetem a syntetickým divadelním projevem (mluvené slovo, hudba a zpěv, recitace, mimika, tanec, pantomima) a vynikají dějovým spádem. Náměty svých her bral většinou ze starých literárních předloh, prolínají se však do nich poměry jeho doby, rozbujelá korupce i národnostní útlak za nadvlády Mongolů. Zabývají se zejména ponižujícím postavením a útiskem žen, zobrazují pletky intrikánů, proradnost boháčů, drsnost života chudých, nespravedlivou justicí, která si vynucuje doznání mučením atp. Spravedlnost v nich ale nakonec zvítězí. Přes určitou naivnost zápletek jsou jeho hry prvořadým činem ve vývoji čínského dramatu.
Kromě divadelních her se dochovalo i několik jeho básní čchü, které byly hlavní formou písňových árií v jeho hrách.

## Dílo
- Ťiou Feng-čchen (Zachránění nevěstky), s humorem podaný příběh kurtizány, která lstí vyzraje na prefekta trýznícího její přítelkyni.
- Wang-ťinag-tching (Pavilón nad řekou) o jemné ženě, které se chce zmocnit zpupný hodnostář.
- Chu-tie-meng (Sen o motýlech), drama matky, jejíž synové byli obviněni z vraždy.
- Lu Čaj-lang (Násilník), vyprávějící o ženách uloupených a pak zavržených mužem, který má ochranu vládnoucího rodu.
- Tou O jüan (Křivda spáchaná na Tou O), česky jako Letní sníh, autorova nejoceňovanější hra,[1] tragicky laděný příběh mladé vdovy křivě obviněné z vraždy, která před svou popravou způsobí zázrak, který prokáže její nevinu – sněžení v letním měsíci červnu.
- Tan tao chuej (Hostina s jedním mečem), historická hra,
- Wu chou jen (Hostina pěti vévodů), historická hra.

## Česká vydání
- Letní sníh a jiné hry, SNKLHU, Praha 1960, přeložila Dana Kalvodová, verše přebásnili Jana Štroblová a Jindřich Černý